# Aurèle Patorni
Pour les articles homonymes, voir Patorni.
 (septembre 2022).
Aurèle Patorni, né le 26 juin 1880 dans le 11e arrondissement de Paris, ville où il est mort le 25 décembre 1955 dans le 7e arrondissement, est un écrivain, journaliste, parolier, militant anarchiste et antifasciste français.

## Biographie
Fils d’un capitaine de l'armée française, il naît dans une famille bourgeoise qui lui permet de faire des études en droit pour devenir avocat. Il préfère toutefois le monde des lettres et tient une librairie près des Champs-Élysées au lendemain de la Première Guerre mondiale.  
Devenu l'époux de la musicienne Régina Casadesus, avec laquelle il signe des opérettes et des chansons, il adhère, dans les années 1920, à la Ligue des réfractaires à toute guerre et se révèle un ardent promoteur du pacifisme, ce qui l'amène à entreprendre de nombreuses tournées de conférences pendant l'entre-deux-guerres. Au tournant des années 1930, il est également devenu un redoutable militant anarchiste et, en 1936, il s'associe à Louis Lecoin et devient un membre de la Solidarité Internationale Antifasciste.
Journaliste, il collabore à de nombreux journaux, notamment Le Réfractaire, L’Insurgé, et, après la Deuxième Guerre mondiale, au Libertaire et au Huron. 
Il publie également de la poésie, des romans et des essais pamphlétaires.
Il est aussi l'auteur, en collaboration avec Georges Normandy, d'un roman policier, Mr. Zapp, l'homme qui gagne à la roulette, paru dans la collection Le Masque en 1941.
Il meurt d'une congestion cérébrale le jour de Noël 1955.

## Œuvre

### Romans
- Le Nouveau Chemin, J. Victorion et Cie, 1913
- Le bonheur n'attend pas, Éditions Janicot, 1914
- Le Carnet de Simplice, notes intimes d'un embusqué, Maison d'art et d'édition, 1920 ; réédition sous le titre Notes d'un embusqué, Paris, Éditions Mille et une nuit no 633, 2014  (ISBN 978-2-7555-0723-2)
- Constantin Tarantoul, ténor, Maison d'art et d'édition, 1920
- Les Fécondations criminelles, A. Rocher, 1928
- Le Rire dans le cimetière, Éditions de l'En-Dehors, 1932
- Mr. Zapp, l'homme qui gagne à la roulette, Librairie des Champs-Élysées, coll. « Le Masque » no 314, 1941 (en collaboration avec Georges Normandy)

### Poésie
- L'Amour, c'est d'être deux, Maison d'art et d'édition, 1920. Illustration d'André Pécoud
- Le Fou, poèmes, Maison d'art et d'édition, 1921
- Échappements libres, vers 1925
- Quelques poèmes à dire, 1941

### Théâtre
- La Grande Retape, Publications parisiennes, 1928
- Allô ! Mars ?, fantaisie en un acte, Éditions Salabert, 1932
- Le Roi du pourboire, opérette, 1932 (Plusieurs chansons)
- Marche des écoliers, opérette, 1934

### Autre publication
- Mes contemporains dans mon herbier, 1922

## Source
- Jacques Baudou et Jean-Jacques Schleret, Le Vrai Visage du Masque, vol. 1, Paris, Futuropolis, 1984, 476 p. (OCLC 311506692), p. 324.